# Erepsia simulans
Erepsia simulans är en isörtsväxtart som först beskrevs av Harriet Margaret Louisa Bolus, och fick sitt nu gällande namn av Klak. Erepsia simulans ingår i släktet Erepsia och familjen isörtsväxter. Inga underarter finns listade i Catalogue of Life.